# Cláudio Petraglia
Cláudio Petraglia, all'anagrafe Cláudio Cesar Guimarães Petraglia (San Paolo, 2 gennaio 1930 – Rio de Janeiro, 31 marzo 2021), è stato un produttore televisivo, compositore e regista teatrale brasiliano, appartenente a una famiglia di origini italiane.

## Biografia
Dopo essersi laureato in Economia Aziendale, diresse diversi spettacoli teatrali, componendone spesso anche le musiche.
Nel cinema fu produttore e sceneggiatore. Si occupò poi di musica colta, essendo uno dei fondatori del "Movimento Ars Nova" a San Paolo, negli anni '60, e organizzatore del 1º Festival di Musica Erudita al Teatro Maria Della Costa.
Petraglia operò soprattutto in campo televisivo. Adattò il franchise statunitense Sesame Street per Rede Globo (Vila Sésamo). Sceneggiò la telenovela O Mestiço, trasmessa da Tv Tupi negli anni '60. Fu tra i fondatori di Rede Bandeirantes: inoltre, sotto la sua supervisione, furono registrati nuovi programmi nel periodo in cui l'emittente stava acquistando film e telefilm statunitensi.
Occasionalmente attore, prese parte a un film e a una telenovela.
Rimasto vedovo nel 2014, è morto sette anni dopo, novantunenne, per complicazioni da Covid-19. Era zio dell'attore e cantante Ricardo Petraglia.